# 九七透視
《九七透視》（英語：97 Magazine）是香港電視廣播有限公司新聞及資訊部公共事務科為香港回歸而製作的一個新聞時事節目，自1996年2月26日至1997年9月17日，每周一集、每集半小時。

## 主持
- 袁志偉